# すれちがいMii広場
『すれちがいMii広場』（すれちがいミーひろば、英：StreetPass Mii Plaza）は、ニンテンドー3DSの本体内蔵ソフト。すれちがい通信により自分と相手のMiiを送受信し、受信したMiiによって内蔵されているゲームを進行する事ができる。
Miiにはメッセージ（最大16文字）、趣味、犬派か猫派（「どちらでもない」も選択可能だが、こちらのさすらいは猫）、夢などを登録することが可能で、すれ違った相手のMiiが会話をするようにそれを表示する。一度のすれ違いで最大10人まで集めることができる。海外版の本体ともすれちがいが可能。
一部を除いて、Rボタンを押したままにすると進行速度が上がる。

## アップデート
過去に2度、3DS本体の更新に伴い大幅な機能追加が行われている。
本体バージョン『Ver.3.0.0-5J』（2011年12月7日配信開始分）更新時に追加された機能
いつの間に通信に対応し、スペシャルMii（任天堂から配信される特別なMii）や「ピースあつめの旅」の新しいパネルをダウンロードできるようになった。
『すれちがい伝説II』を追加。これに伴い帽子の数が大幅に増加。
『すれちがいマップ』を追加。すれちがったMiiの出身地域が記録されていく。海外の地域にも対応しているが、国によってはマップが用意されていない。
完成したパネルの絵を連続で閲覧できる『スライドショー』、使用されているBGMを試聴できる『音楽リスト』、達成した様々な記録が表示される『お祝いリスト』を追加。
本体バージョン『Ver.6.0.0-12J』（2013年6月18日配信開始）更新時に追加された機能
更新データを受信する機能を追加。
上記更新データを受信することで下記の機能が追加。
『お祝いリスト』のナンバーが無くなり、新条件が追加。
『音楽リスト』に新しい遊びの音楽と新曲が追加。
すれちがい回数の上限は99回だったが、999回のカウントに変更。
Miiの顔に表情を付ける機能が追加。
『伝説I』、『伝説II』に『シューティング』と同様のフィルタ機能を追加。Xボタンで今まですれ違ったMiiの色、レベルによりフィルタリングされたMiiを選択可能に。
新たに4つの遊び（『すれちがいシューティング』、『すれちがいガ〜デン』、『すれちがい合戦』、『すれちがい迷宮』）を、それぞれ有料で購入できるようになった。帽子の数は99種類増量、計172種類となった。新しい帽子は4つの遊びをプレイして所定の条件を満たす事で入手できる『ぼうしチケット』を広場の『ぼうし交換所』で使用することで入手できるものと、ゲーム購入時とクリア時に入手できるものがある。ラインナップは日毎に更新される（本体設定で日付の変更を行うと一定時間更新が停止される）
これ以降、上記の更新データ受信機能により、3DS本体の更新とは別に独立したアップデートが行われるようになった。
Ver.3.1
2013年6月21日配信開始。
広場で並んでいるMiiをスクロールさせるとエラーが起こる問題を修正。
Ver.3.2
2013年9月2日配信開始。
特定の条件で、『合戦』や『シューティング』が強制終了したり、ゲームが進められなくなったりする問題も修正。
その他、いくつかの問題も修正。
Ver.3.3
2013年12月10日配信開始。
特定の条件で、『遊び』を購入するときの画面に実際とは異なる価格や文章が表示される問題も修正。
Ver.3.4
2014年4月30日配信開始。
システムの安定性や利便性を向上。
Ver.4.0
2015年4月2日配信開始。
有料で遊べるゲームに『すれちがいフィッシング』と『すれちがいゾンビ』を追加。有料コンテンツの『すれちがいMii広場プレミアム』も配信開始。
既存の有料ゲームも更新。従来ゲームコイン2枚を使用して一回毎に呼び出していたMiiを空き人数分のゲームコインを支払いまとめて呼ぶ選択肢の追加やコメントのスキップ、オプションなど。
Ver.4.1
2015年4月28日配信開始。
システムの安定性や利便性を向上。
Ver.5.0
2016年9月2日配信開始。
『サクッと広場』モードを追加。すれ違いでの挨拶などを簡略化し各ゲームもアイコンでタッチすることで選べるようになった。
有料で遊べるゲームに『サクッと遊べるゲーム』（『サクッと! スロットカー』、『サクッと! 株トレーダー』、『サクッと! 勇者食堂』、『サクッと! 大砲忍者』、『サクッと! 探検隊』）を追加。このうち『スロットカー』と『株トレーダー』のどちらかを無料でダウンロードできる。
同日より開設のMiiverseのコミュニティに投稿できるようになる、ただし『ピースあつめの旅』など画像が貼れないゲームもある。

## すれちがいMii広場プレミアム
有料のダウンロードコンテンツ。購入すると以下の機能が使用可能となる。
Ver.4.0（2015年4月2日）
すれちがったMiiの誕生日でカレンダーを埋める「すれちがい誕生日」を追加（ぼうしチケットも取得可能）。
Miiを100体まで保存できる「VIPルーム」を追加。
すれちがいMii広場のBGM変更可能、本体を閉じてもヘッドホン再生可能。
すれちがったMiiの情報省略など。
Ver.5.0（2016年9月2日）
『フィルタリング機能』を追加。Yボタンですれ違った人のフィルタリング（選別）が出来るようになった。フィルタリングの項目は、「ぜんぶ・スペシャルMii・色・性別・地域・犬派猫派・趣味・夢・誕生日・すれ違い回数」で、項目を選ぶと更に細かく選べるものもある（サクっと広場では使用できないので通常の広場でのみの機能）。
『行列機能』を追加。通常ではすれ違い人数は最大10人であったが、この機能では100人まで行列で待ってもらい10人ずつゲームで遊べるようになった。
プレミアム加入者のMiiには金バッジが表示されるようになった。

## あそび
すれちがったMiiを使って遊ぶゲーム各種。誰ともすれ違っていない場合でも、ゲームコインを消費することで、犬か猫（すれちがいMiiの設定からプロフィール編集を選択すると表示される「犬or猫派」の設定が反映され、犬または猫の顔をしている、服の色はランダム）のキャラクターを呼び出してプレイ可能。一度遊び終わると、再度すれちがい通信を行う（あるいはゲームコインで呼び出す）まで不可能。

### 無料でプレイ可能

#### ピースあつめの旅
すれちがい通信によってやってきたMiiから「ピース」を貰い、集めることでパネル（主に任天堂作品やキャラクターが描かれたもの）を完成させることが目的のゲーム。各15 - 40枚のピースが集まればパネルが完成し、3Dジオラマとして閲覧できるようになる。ピースはゲームコインで購入することもでき、最初にもらうピースは住んでいる都道府県によって変化するものがある。なお、追加パネルのピンクのピースはゲームコインでは入手できない。また、同じピースが被る事もある。
パネルの種類は下記を参照（2016年9月現在）。このうち限定パネル2種は現在は入手不可。
発売時から存在するパネル
| パネル名                                       | ピース枚数 |
| ---------------------------------------------- | ---------- |
| メトロイド アザーエム（サムス）                | 15         |
| マリオ&クッパ（マリオ・クッパ・ルイージ）      | 15         |
| スーパーマリオギャラクシー2                    | 15         |
| ゼルダの伝説（トワイライトプリンセスのリンク） | 15         |
| 星のカービィ                                   | 15         |
| ピクミン                                       | 15         |
| New スーパーマリオブラザーズ Wii               | 15         |

本体バージョン『Ver.3.0.0-5J』更新時に追加されたパネル
| パネル名                      | ピース枚数 |
| ----------------------------- | ---------- |
| ゼルダの伝説 時のオカリナ3D   | 24         |
| スターフォックス64 3D         | 24         |
| スーパーマリオ 3Dランド       | 40         |
| マリオカート7                 | 40         |
| みんなのリズム天国            | 24         |
| ドンキーコング リターンズ     | 24         |
| パイロットウイングス リゾート | 24         |

本体バージョン『Ver.6.0.0-12J』更新時に追加されたパネル
| パネル名                                                       | ピース枚数 |
| -------------------------------------------------------------- | ---------- |
| ヒロイン（ピーチ・ポリーン・ロゼッタ・ゼルダ・トゥーンゼルダ） | 40         |
| ゼノブレイド                                                   | 40         |
| New スーパーマリオブラザーズU+NewスーパールイージU             | 40         |
| ゼルダの伝説 スカイウォードソード                              | 40         |

いつの間に通信で配信されているパネル
いつの間に通信を「する」に設定することで、任天堂から不定期に配信されてくるパネル。
| 配信開始日     | パネル名                                                                       | ピース枚数 |
| -------------- | ------------------------------------------------------------------------------ | ---------- |
| 2012年2月27日  | 新・光神話 パルテナの鏡                                                        | 40         |
| 2012年4月21日  | ファイアーエムブレム 覚醒                                                      | 40         |
| 2012年4月21日  | マリオテニス オープン                                                          | 40         |
| 2012年7月19日  | 星のカービィ 20周年                                                            | 40         |
| 2012年7月19日  | ものすごく脳を鍛える5分間の鬼トレーニング                                      | 24         |
| 2012年8月9日   | New スーパーマリオブラザーズ 2                                                 | 40         |
| 2012年11月8日  | 星のカービィ Wii                                                               | 40         |
| 2012年11月8日  | とびだせ どうぶつの森                                                          | 40         |
| 2013年3月23日  | ルイージマンション2                                                            | 40         |
| 2013年5月24日  | ザ・ローリング・ウエスタン 最後の用心棒                                        | 40         |
| 2013年7月13日  | マリオ&ルイージRPG4 ドリームアドベンチャー                                     | 40         |
| 2013年8月7日   | 実写でちびロボ!                                                                | 40         |
| 2013年9月6日   | だるめしスポーツ店                                                             | 24         |
| 2013年10月12日 | ポケットモンスター X・Y                                                        | 40         |
| 2013年12月18日 | モンスターハンター4                                                            | 40         |
| 2013年12月26日 | 星のカービィ トリプルデラックス                                                | 40         |
| 2014年2月21日  | スーパーマリオ 3Dワールド                                                      | 40         |
| 2014年6月30日  | ポケットサッカーリーグ カルチョビット                                          | 15         |
| 2014年7月3日   | ヨッシー New アイランド                                                        | 40         |
| 2014年7月9日   | ロックマン                                                                     | 40         |
| 2014年7月16日  | カービィファイターズZ/デデデ大王のデデデでデンZ                                | 24         |
| 2014年8月27日  | 大合奏!バンドブラザーズP                                                       | 40         |
| 2014年11月6日  | PIKMIN Short Movies 〜真夜中のジュース〜 〜ビンの中のお宝〜 〜たいへんな一日〜 | 各15       |
| 2014年11月13日 | 進め! キノピオ隊長                                                             | 40         |
| 2014年12月18日 | ソニックトゥーン                                                               | 40         |
| 2014年12月25日 | 大乱闘スマッシュブラザーズ for Nintendo 3DS / Wii U                            | 40         |
| 2015年4月13日  | モンスターハンター4G                                                           | 40         |
| 2015年8月5日   | ファミコンリミックス ベストチョイス                                            | 40         |
| 2015年9月24日  | カタチ新発見!立体ピクロス2                                                     | 15         |
| 2015年11月20日 | マリオ&ルイージRPG ペーパーマリオMIX                                           | 15         |
| 2015年12月3日  | どうぶつの森 ハッピーホームデザイナー                                          | 40         |
| 2016年4月21日  | 星のカービィ ロボボプラネット                                                  | 15         |
| 2016年7月7日   | カルドセプト リボルト                                                          | 15         |
| 2016年8月24日  | メトロイドプライム フェデレーションフォース                                    | 15         |

なお、日本未配信のパネルとして『ファンタジーライフ』、『妖怪ウォッチ』がある。
イベント・キャンペーン限定パネル
特定の場所で「いつの間に通信」によって期間限定配信されたパネル。通常配信パネルとはパネルの枠の色が異なっている。完成すると1枚の3D写真になり、アニメーションはしないがRボタンでズーム表示することができる。このパネルは期間内に自分で受信しておかなければ、すれちがい通信をしてもピースをもらうことはできない。ただし他の追加パネルと違って特別なピースが存在しないので、受信さえすればゲームコインを使う事で完成自体は可能となっている。
| 配信期間                | パネル名                 | ピース枚数 | 配信場所 |
| ----------------------- | ------------------------ | ---------- | --- |
| 2012年7月21日 - 9月30日 | ANAでDS（ボーイング787） | 15         | 羽田空港（第2旅客ターミナル）、新千歳空港、那覇空港、関西国際空港（8月27日より）のANAでDSアクセスポイント羽田空港以外は保安検査場通過後の制限エリアのみアクセスポイントが設置されていた。 |
| 2012年8月3日 - 9月13日  | マックでDS ビッグマック  | 15         | マクドナルドのマックでDS実施店舗 |

#### すれちがい伝説
すれちがい通信によってやってきたMii（＝勇者）で敵（ゴースト）を倒しながらさらわれた自分のMii（＝王）を助けに行くゲーム。
- 勇者は「剣」「魔法」の二つが使用可能で、魔法はMiiに設定された服の色によって変化する。複数回すれちがったMiiの勇者はすれちがい回数に応じてレベル7まで上がる。
- ゲームコイン（1人につきコイン2枚）によって、さすらいの勇者を雇うことが出来る。ちなみに、魔法で召喚したさすらいの勇者はウサギの顔である。
- 本体バージョン『6.0.0-12J』更新時からは、「すれちがい伝説II」と同じく「歴代の勇者」をゲームコインで雇うことが可能となった。
- ひとつのフロアのゴーストを全滅させることにより、すれちがいMii広場で被ることができる帽子を入手できる。クリア後はもう一度最初からやりなおすことが出来るが、既に入手した帽子は保存される。

#### すれちがい伝説II
本体バージョン『Ver.3.0.0-5J』更新時に追加された「すれちがい伝説」の続編。「すれちがい伝説」を2周クリアするとプレイできるようになる。
開発元はアーゼスト。
「すれちがい伝説」との相違点は以下の通り。
- さらわれる自分のMiiが王様・姫・王子の3人になった。
- 同じ色・または似た色のMii同士でコンビを組んで2人で同時に攻撃できるようになった。
- 戦闘中のコマンドに「宅配」が追加。ゲームコインと引き換えに薬を購入できる。コマンドは全部で4種類。
- 「さすらいの勇者」に加えて、「歴代の勇者」（過去にすれちがったMii）をゲームコイン3 - 9枚で雇うことができる（レベルが高いほどゲームコインがたくさん必要で、レベル＋2枚必要。）。一度に最大3人まで。
- マップ上に分岐点が存在し、1周だけでは全てのルートを回ることはできない。
- 1周クリアすると、より難しい「裏伝説」が出現する。裏伝説にもぼうしが存在する。データ更新でXボタンで未獲得のぼうしがある箇所を確認できるようになった。
- データ更新で戦闘前にウサギのお助けを受けるかどうかの選択が可能となった。

『大乱闘スマッシュブラザーズ for Nintendo 3DS / Wii U』と『大乱闘スマッシュブラザーズSPECIAL』では、本作をモチーフとした対戦ステージが登場する。

### 有料でプレイ可能
以下のゲームは、ニンテンドーeショップの残高を利用して購入することができた。そのため、残高が足りない場合はニンテンドープリペイドカードやニンテンドープリペイド番号、クレジットカードでの残高追加が必要になる。4つのゲームが表面に印刷されたニンテンドープリペイドカードも発売された。
ニンテンドーeショップのサービス終了に伴い、2023年3月28日9時をもってゲームの購入が不可能となった。

### 第一弾
本体バージョン『6.0.0-12J』更新時（2013年6月18日）に追加され、購入することでプレイ可能となる。購入前はそれぞれの場所でウサギがゲーム紹介をしてくれる。ソフトをまとめて購入した場合割引される。現在は3本まとめ買いは終了。2014年5月1日から5月6日までは期間限定で4本セットでの値下げがされた。

#### すれちがいシューティング
開発元はグッド・フィール。
プレイヤーは宇宙警備隊Miiフォースの隊長となりすれちがい通信によってやってきたMii隊員と共に、宇宙盗賊ゴールド・ボーンの野望を阻止するシューティングゲーム。
- プレイヤーの機体には武装が無く、画面上に登場するMii隊員を救助し前方向の3つか後方向の1つのいずれかにセットすることでショットが可能。
- L、Rボタンで砲座を回転させ各ステージの縦横無尽に展開されるフィールドをノーミスで突破し、隠された5つのタカラモンド入手、ハイスコアの更新、最後に待ち構えるボスを撃破することが目標となる。
- 途中で被弾されてもMii隊員が身代わりとなって戦場を離脱し、全員が離脱すると作戦失敗となるが2回までやり直しが可能。
- 5つのステージはそれぞれ3つの面で構成されており、全15面をクリアすると全ステージを通しでプレイできるアーケードモードが追加される。アーケードモードには難易度がノーマルとハードがありノーマルは全15ステージをすれちがったMii隊員全員でクリアしていき、ハードは一人だけでクリアしていく（撃破された時はまた最初から違うMii隊員でやり直すことが可能）。
- ショットはMiiに設定された服の色によって変化し、同一方向にセットすることにより先頭の色の武装が3段階までレベルが上昇する。すれちがい上限である10人でプレイしても全方向を最強には出来ない。
- スペシャルMiiは従来の武装とは別に特別な武装を所持している。
- ゲームコインを使用することで上限の10人になるまでランダムで服の色が決まる「さすらいの隊員」や過去にすれちがったMiiの「歴代の隊員」（3人まで）を雇うことができる。

#### すれちがいガ〜デン
開発元はグレッゾ。
プレイヤーはすれちがい通信によってやってきたMiiに栽培を手伝って貰ったり、街で種を購入するなどしてさまざまな植物を育てていくガーデニングゲーム。
- プレイヤーの育てる花は最初は芽が出ていないが、すれちがいでやってきたMiiにより水を与えてもらうことで成長し花を咲かせる。咲かせた花はさらに水を与えてもらうことで一定数の種を残す。その種を育てることでまた新たな花を咲かせたり、入手した種や花を街で売却する事で庭の改築などを行っていく。
- サポート役のメンデルさん（名前はグレゴール・ヨハン・メンデルおよび「芽が出る」のもじり[要出典])はプレイヤーに助言してくれる。
- 最初の目標は空欄の「お花図鑑」に20種類の花を登録することである。最初の目標を達成後は自由に花を育てることとなるが、お花図鑑の登録状況によりメンデルさんより銀のジョウロ、金のジョウロがプレゼントされる。
- 登場する花は全て架空の花であり、中には店で種を購入できない希少な花である「幻の花」も存在する。
- すれちがい回数の多いMiiは友達として認識され、種を残す際に突然変異など起こしやすくなる。また街では所定の花を咲かせる依頼が31種類ある。
- すれちがったMiiは庭や店の前で待機しており、一緒に種を植えることで相手の服の色の花を咲かせることが可能。咲かせる花に服の色がなかった場合は違う色の花が咲く。すれちがいガ～デン所持者の場合は相手の庭を閲覧することも可能。
- ゲームコインを使用することで上限の10人になるまで過去にすれちがったMiiをガーデンに呼び、花の世話を手伝ってもらうことができる。

#### すれちがい合戦
開発元はスパイク・チュンソフト。TVCMにはよゐこが出演している。
プレイヤーはすれちがい通信によってやってきたMiiのすれちがい人数を配下として20ヶ国を制覇していく国盗りゲーム。
- 最初に3種類（戦国風、中世風、未来風）ある城の一つの城を選び、自分のすれちがい人数が配下となる。
- すれちがったMiiのすれちがい人数を加えながら人数を増やしていき、すれちがい終了後に敵国へ合戦をしかけるか何もしないを選択する事が可能。
- 合戦はジャンケンと同じシステムで行い自軍の兵力を「グー（騎兵）」「チョキ（弓兵）」「パー（槍兵）」の三軍に振り分けた後、合戦が開始。ジャンケンに負けた方の兵数が半減、あいこの場合はそのままの人数で合戦に突入、兵数の多い方が勝ちとなる。
  - 通常の合戦は3回のうち2回勝った方が勝利、最後の国王サイゴキングとの合戦では5回のジャンケン後兵力の多い方が勝ちとなる。
  - 通常の合戦時、ランダムで騎兵がすべてに負ける石ころ、弓兵がすべてに負ける強風、槍兵がすべてに負けるぬかるみといった障害が発生することがある。
- 20ヶ国の国王にはすべての兵力を半減させる「忍者」や、相性負けだと1/5、あいこでも1/3にまで兵力を削られる「豪傑」などもいる。
- 敵城主の中には築材を持った者もおり倒すことで入手し、自軍の兵士を一定数減らす事で築城が可能となる。城のレベル（上限は20）が上がると合戦が有利になる。
- すれちがい合戦をプレイしているMiiとすれちがった場合は別世界の国王として登場し、合戦を仕掛けるか挨拶をかわすことが可能。挨拶をした場合は記念に兵が参入することもある。
- 敵城主を倒すと持っていた兵力の約1割が、別世界の国王を倒すと持っていた兵力の約0.5割が自軍兵力として参入する（上限は9,999,999人）一方、敗戦時には自軍兵力の約1割が逃げていく。
- ゲームコインを使用することで助言を受けたり、敵の次の一手の偵察、上限の10回になるまで兵士を雇うことができる。兵士の数は城のレベルとランダムで大幅に変動する時もある。

#### すれちがい迷宮
開発元はプロペ。
プレイヤーはすれちがい通信によってやってきたMiiのくれるパネルを駆使して幽霊屋敷を突破するダンジョンパズルゲーム。
- 最初の目標は30階の突破であるが、それぞれの階を突破するためには階段を探す必要があり、探すためにはMiiがくれるパネルをダンジョンの空白部分に設置していくことになる。一度30階のボスを倒してクリアすると新たに50階までの突破を目指すことになる。
- パネルはプレイヤーが探索した箇所と最低一つ接触していないと設置できず、入手したパネルが空白部分に設置できない場合はあきらめてもらうことも可能。
- パネルにはすれちがったMiiの設定された色が塗られており、同一色でパネルを四つ以上使い四角形に設置することで宝箱やクリスタル、Miiが登場する。違う色のパネル設置時にはドアが出来て、開けるとオバケが出現しバトルになる時もある。未探索部分にある赤い点にパネルを設置すると確実にオバケが現れる。
- 部屋に入った時にMiiがいた時、宝石の他にパズルボックスを渡される事がある。パズルボックスを規定時間内にクリアさせると豪華なアイテム、規定時間内に終了できなくてもクリアすると宝石を獲得できる。パズルボックスは全部で50種類ある。
- このゲームをプレイしているMiiとすれちがった場合はパネルを使い切るまで一緒に探索してもらうか、アイテムを貰うことができる。アイテムを貰ったあとにパズルボックスを渡されることもあるがそのときの規定時間はプレイしているMiiがクリアした時間になる。
- バトルに勝つと経験値と宝石を入手でき、ノーダメージや一発で倒すと更にボーナスがつく。
- 同一名の武器と入手した宝石をクリスタルで使用すると武器の上限レベルをアップさせることが可能（+2まで）。武器の種類は全部で40種類ある。
- 一部例外を除き、5階ごとに階段を守るボスとのバトルが発生する。
- バトルでプレイヤーの体力が0になるとその場で調査終了（ゲームオーバー）となり、残っていたMiiもいなくなってしまう。プレイヤーの体力の初期値は40で、最大値は255まで成長する（2周目以降で引継ぎも可能）。
- ゲームコインを使用することで上限の10人になるまで調査員を呼ぶことができる。

### 第二弾
2015年4月2日に有料のあそびが2本追加された。セット購入で割引される。2016年8月9日から8月17日の間は第一弾と第二弾のゲームが値下げされた。

#### すれちがいフィッシング
開発元はプロペ。
プレイヤーは余暇を利用してやってきた釣りの名所、スレチガ諸島で出会った少女コペラとスレチガ諸島の生物研究家の父とともに諸島に住む生物の謎を追及するためにすれちがい通信によってやってきたMiiからエサを貰い、共に魚釣りをするゲーム。
- 最初の目標は5つの島のそれぞれ最後に潜む謎の生物を釣り上げることである。
- 魚はそれぞれ特定の種類のエサでしか釣れない。エサの種類はすれちがったMiiの好きな色によって変わる。
- 複数のエサを混ぜることによってエサを大型化させより大きな魚をヒットさせることも可能。
- 大型の魚がヒットするとすれちがったMiiが加勢し、人数が多いほど有利に戦える。超大型魚ヒット時には通常の距離ゲージがライフゲージに変わり、ゲージをすべて赤にするまで距離ゲージが表示されない。
- 2度目の釣果以降はランダムで宝箱も釣れることがある。釣った魚の星（レアリティ）の数によって宝箱のレアリティも変わる。
- 釣った魚は終了時に所持金とランクポイントになり、釣り場ごとに指定された魚を釣り上げていれば次の釣り場が開放される。また、気に入った魚は水槽に入れることができる。
- ゲーム中のお金を使用することで釣りざおの合成や強化、水槽の模様替えや追加ができる。
- このゲームをプレイしているMiiとすれちがうと、希少な「さまよいの魚」の情報を教えてくれたり、水槽を見せてもらうことができる。また特別なエリアへ行けるチケットを貰える事もある（プレイヤーと異なる地域のMiiからはスペシャルチケット、プレイヤーと異なる国のMiiとスペシャルMiiからはプレミアムチケット。チケットはゲームコインでも購入可能。スペシャルチケットで行ける島を3つ、プレミアムチケットで行ける島を1つ、それぞれ制覇することでチケット無しで行き来可能になる）。
- ゲームコインを使用することで上限の10人になるまで釣り人を呼ぶことができる。

#### すれちがいゾンビ
開発元はグッド・フィール。
プレイヤーはスレチガイ州シュミキワメール市でゾンビの大量発生に巻き込まれ、すれちがい通信によってやってきたMiiから武器を貰い戦うアクションゲーム。
- すれちがったMiiは生存者として登場し、話しかけることで武器を貰う事ができる。貰える武器の種類はMiiに設定されている「趣味」によって変わる（趣味を設定していない、又はナイショに設定しているMiiの場合、武器はランダムに設定され、さらに趣味を設定していないMiiの場合は、ゲージが最初から少ない）。武器の強度はMiiとすれちがった回数によって強化される。
- 武器には耐久度が設定されており、ゾンビに攻撃されるとゲージが減ってしまいゼロになると壊れてしまう。全ての武器を壊されてしまうとゲームオーバーになるが2回までやり直しが可能。
- このゲームをプレイしているMiiは、共に戦う仲間になってくれる。
- ステージごとに4つずつメダル獲得条件が設定されており、一定数のメダルを集めることで特殊ステージが解禁される。
- ステージクリアをあきらめた場合、Miiをゾンビとすることも可能（他のプレイヤーとすれちがった場合にゾンビ状態で現れる）。
- ゲームコインを使用することで上限の10人になるまで生存者を呼ぶことができる。

### 第三弾
2016年9月2日配信のVer.5.0で、有料のあそびが5本追加された。
『スロットカー』と『株トレーダー』のどちらかを無料でダウンロード後、残りの4本が購入可能となる。いずれも数分で終了するゲームとなっている。

#### サクッと! スロットカー
開発元はグッド・フィール。
スロットカーレースで世界チャンプ「アイスマン」を目指すゲーム。

#### サクッと! 株トレーダー
開発元はグッド・フィール。
プレイヤーはデイトレーダーとなって収益100億円を目標に株の動きを予測して売買を行うゲーム。

#### サクッと! 大砲忍者
開発元はプロペ。
プレイヤーは忍の頭首として裸一貫で人間大砲に乗り込み、弾道内にすれ違ったMiiを上手に配置し装備を整えてボスを撃退するゲーム。

#### サクッと! 勇者食堂
開発元はプロペ。
プレイヤーはすれちがい伝説と同じ世界にある食堂の行方不明となったシェフを引き継ぎ、冒険者達が持ってきた食材で料理を作っていくゲーム。

#### サクッと! 探検隊
開発元はアーゼスト。
プレイヤーは探検隊隊長となって、ジャングル内の宝物を目指してすれ違ったMiiの歩数分だけ進むゲーム。